# Dante Sanabria
Dante Adrián Sanabria Bazán (16 de julio de 1959; Rosario, Santa Fe, Argentina) es un ex-futbolista argentino. Jugaba de delantero y su primer club fue Huracán.

## Carrera
Comenzó su carrera en 1977 jugando para Huracán. Jugó para el club hasta 1980. En 1981 se trasladó al Vélez Sarsfield, en donde juega durante todo ese año. En 1982 regresó a Huracán de Parque Patricios. Luego en ese mismo año se trasladó a España para formar parte del plantel del Hércules CF, en donde juega hasta el año 1985. En ese año se confirma su traspaso al Sevilla FC, en donde jugó hasta el año 1987. Ese año se confirma su traslado al Xerez CD, en donde se retiró del fútbol profesional en el año 1989.

## Clubes
| Club            | País      | Año       |
| --------------- | --------- | --------- |
| Huracán         | Argentina | 1977-1980 |
| Vélez Sarsfield | Argentina | 1981-1982 |
| Huracán         | Argentina | 1982      |
| Hércules CF     | España    | 1982-1985 |
| Sevilla FC      | España    | 1985-1987 |
| Xerez CD        | España    | 1987-1989 |

- Datos: Q5799074